# Tarija
Tarija er en by i den sydlige del af Bolivia, med et indbyggertal (pr. 2006) på cirka 171.000. Byen blev grundlagt i 1574 og er hovedstad i departement af samme navn.